# スワンバス

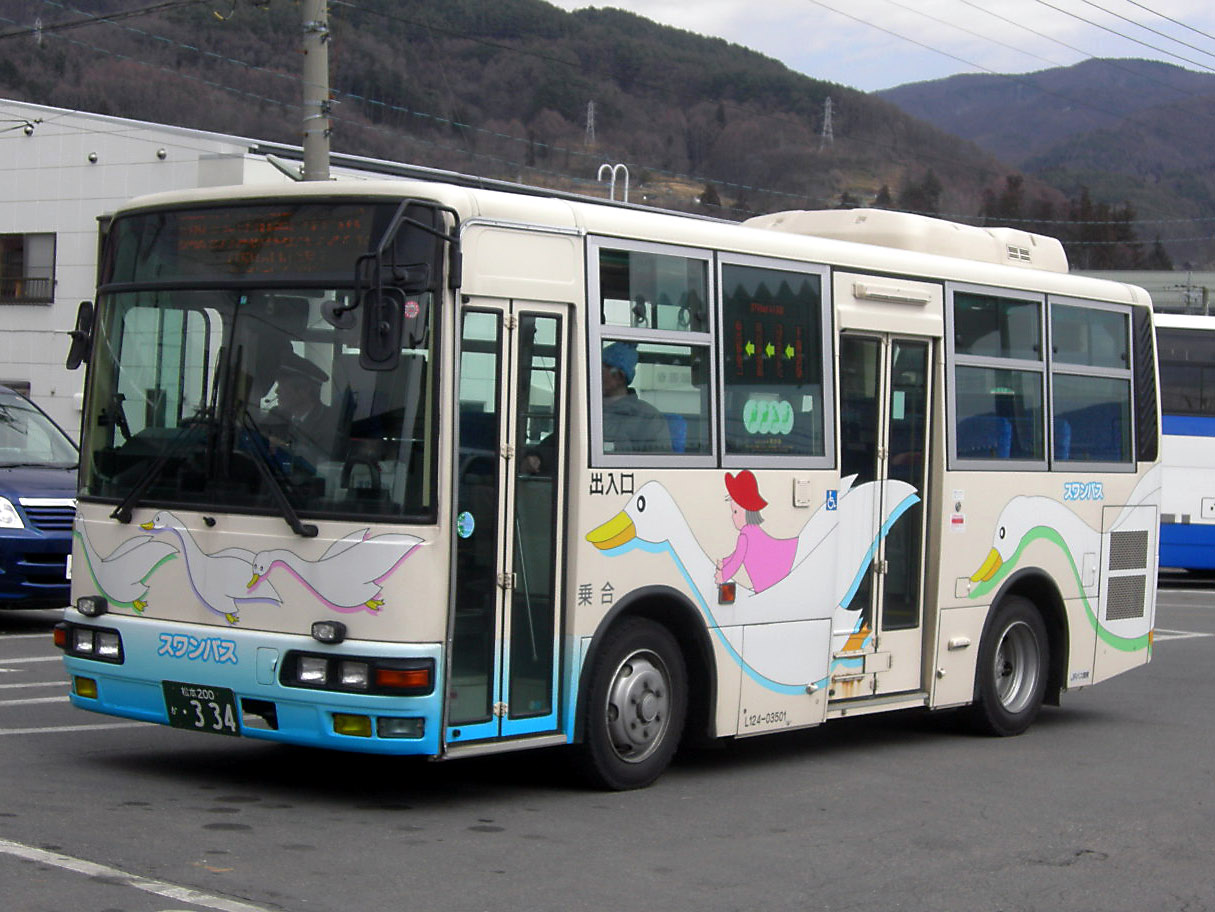
スワンバス（ジェイアールバス関東運行便）

スワンバスは、長野県岡谷市・諏訪市・諏訪郡下諏訪町で運行されているコミュニティバス。諏訪バス（アルピコ交通）とジェイアールバス関東が自治体より委託を受け運行している。

## 概要
地域住民の生活の足の確保、観光客への利便性向上、渋滞解消や環境への配慮などを目的に、2003年7月24日に諏訪湖周2市1町の共同事業として運行を開始した。
運行内容
運賃
大人150円・小児80円。回数券や一日乗車券などもある。
運転日
通年運転。8月15日（諏訪湖花火大会開催日）、9月第1土曜日（新作花火大会開催日）は一部区間運休を伴う特別ダイヤで運行。10月の諏訪湖マラソン開催日は一部の便が運休。

## 路線

### 内回り線
岡谷駅南口を起点に、岡谷市湊方面へ向かい、諏訪市内、下諏訪町内を通って同所に戻る循環路線。諏訪湖畔を逆時計回りで走る形となる。運行はジェイアールバス関東。1周の所要時間は約1時間50分で、1日8本の運転がある（ただし終バスは岡谷駅止まり）。
- 岡谷駅南口 → 西友前 → 花岡公園下 → マルマス前→ 湊支所前 → 石舟渡前 → SUWAガラスの里 → 諏訪湖スタジアム入口 → すわっこランド(1便・2便は通過) → 原田泰治美術館 → 日赤病院 → D51前 → 片倉館前 → 老人福祉センター入口 → 上諏訪駅諏訪湖口（西口） → 温泉街通り → 足湯前 → 北澤美術館本館 → 中大和 → 大和下 → 東高木 → 下諏訪駅 → 春宮大門南 → 下諏訪町役場 → 赤砂 → 東洋技研前 → ロマネット入口 → 諏訪湖ハイツ → 岡谷南高校前 → 岡谷市民病院前(6便・7便は通過) → 中央通り三丁目 → イルフ童画館 → 丸山橋南 → 岡谷駅南口

### 外回り線
SUWAガラスの里（始発のみ北有賀）を起点に、岡谷市湊方面へ向かい、岡谷市内、下諏訪町内を通って同所に戻る循環路線。諏訪湖畔を時計回りで走る形となる。運行は諏訪バス。1周の所要時間は約1時間50分で、1日8本の運転がある（ただし終バスは上諏訪駅諏訪湖口（西口）止まり）。
- SUWAガラスの里（始発のみ北有賀） → 石舟渡前 → 南部中学校西 → 花岡公園下 → 岡谷駅南口 → 西友前 → 丸山橋南 → 童画館通り入口 → 中央通り三丁目 → 岡谷市民病院前(1便・7便は通過) → 岡谷南高校前 → 諏訪湖ハイツ(1便は通過) → ロマネット入口 → 東洋技研前 → 赤砂 → 下諏訪町役場 → 春宮大門南 → 下諏訪駅 → 東高木 → 大和下 → 大和郵便局前 → 北澤美術館本館 → 足湯前 → 老人福祉センター入口 → 上諏訪駅諏訪湖口（西口） → 温泉街通り → 片倉館前 → D51前 → 日赤病院 → 原田泰治美術館 → すわっこランド(1便は通過) → 諏訪湖スタジアム入口 → SUWAガラスの里